# Вида Ненадић
Вида Ненадић (Титово Ужице, 1964) је српска књижевница, добитница награде „Мирослав Дерета” за роман Zoo called London.

## Књижевни рад
Књиге поезије
- Прашина од заборава (2007)
- У измаглици сећања (2007)
- Копча (2009)
- Ако сам само мисао - двојезично издање на српском и енглеском (2010)[3]
- Шака песка у времену (2012)
- Апотека песника (2016)[4]
- Срж (2021)

Прозна дела
- Zoo called London (2008)  роман,награда  Мирослав Дерета [5]
- Credit crunch (2016) роман
- Одавде тамо и отуд овамо (2022) роман